# Herència genètica
L'herència genètica és el fenomen de transmissió d'un conjunt de caràcters congènits que té, en potència o en realitat, un individu d'una determinada espècie. És el pas dels trets que caracteritzen un ésser viu als seus descendents. Aquest és el procés pel qual una cèl·lula de descendents o organisme adquireix les característiques de la seva cèl·lula o organisme progenitor. A través d'herència, les variacions exhibides per individus poden acumular i fer possible que una espècie evolucioni. En biologia, la disciplina que estudia l'herència s'anomena genètica, que també inclou l'epigenètica.

## Història
Els clàssics grecs tenien una diversitat d'idees sobre el que era l'herència: 
- Teofrast proposava que les flors mascles provocaven flors femelles per madurar.
- Hipòcrates especulava que les "llavors" eren produïdes per diverses parts de cos i es transmetien al descendent en el moment de concepció.
- Aristòtil pensava que el semen mascle i femella es barrejava en el moment de la concepció.
- Èsquil, el 458 aC, llençava la idea del mascle com a pare, amb la dona com a "infermera per a la nova vida sembrada dins d'ella".

Aquests i altres autors, s'imaginaven els diversos mecanismes hereditaris sense haver estat provats o quantificats. Aquests mecanismes incloïen la dominància incompleta i la transmissió dels caràcters adquirits. Malgrat que els faltaven uns determinats coneixements, arribaren a desenvolupar races domèstiques d'animals i nous tipus de conreus fent servir la selecció artificial. L'herència de la transmissió dels caràcters adquirits també formava part de les primeres idees lamarckianes sobre l'evolució.
Al voltant del 1700, l'òptic i naturalista holandès Antonie van Leeuwenhoek (1632–1723) descobrí animàlculs a l'esperma d'éssers humans i altres animals. Alguns científics especularen que havien vist "petits homes" (homunculus) dins de cada esperma. Aquests científics formaren una escola del pensament coneguda com els "espermistes". Afirmaven que l'única contribució de la dona per a fer possible la següent generació eren l'úter en el qual creixia l'homunculus, i les influències prenatals de l'úter. Una escola de pensament que s'oposava, els "ovistes", creien que el futur ésser humà era a l'ou, i que l'esperma merament estimulava el creixement de l'ou. Els ovistes pensaven que les dones portaven ous que contenien nens i nenes, i que el gènere del descendent estava determinat ja abans de la concepció.
La pangènesi va ser una teoria que postulava que els homes i les dones formaven unes partícules anomenades "pangens" a tots els òrgans. Aquests pangens, posteriorment, es desplaçaven a través de la sang cap als genitals i més endavant als nens. El concepte s'origin+a en el pensament dels clàssics grecs i va influir en la biologia moderna fins ara fa uns 100 anys. Termes com "parent de sang" o "sang reial" són relíquies de la pangènesi. Durant la dècada del 1870, Francis Galton, cosí de Charles Darwin, refutà experimentalment la pangènesi.

### Gregor Mendel

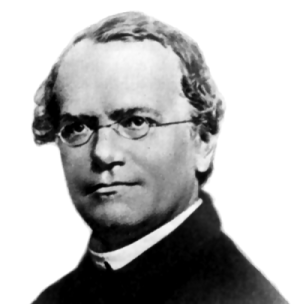
El naturalista i professor de ciències naturals txec Gregor Mendel.

La idea d'herència genètica es pot atribuir al monjo moravia Gregor Mendel, que va publicar el seu treball Versuche über Plflanzenhybriden (Experiments sobre la hibridació de les plantes) el 1865. Tot i això, la seva obra no va ser àmpliament coneguda i es va redescobrir el 1901. Es va suposar inicialment que la genètica mendeliana només treballava amb grans diferències com les que va veure Mendel a les seves plantes de pèsols, i la idea de l'efecte additiu dels gens no es va realitzar fins al treball de Ronald Aylmer Fisher de 1918, "La correlació entre els parents sobre la suposició de l'herència mendeliana". La contribució global de Mendel va donar als científics la visió que els trets eren hereditaris. La seva demostració de plantes de pèsol es va convertir en la base de l'estudi dels trets mendelians.

## Crítiques a la definició d'herència com a herència genètica
La teoria dels sistemes de desenvolupament (DST) s'oposa a la definició d'herència com a transmissió de gens i aplica el concepte a qualsevol recurs que es trobi en generacions successives i que contribueixi a explicar per què cada generació s'assembla a la que el precedeix. Aquests recursos inclouen factors cel·lulars i factors externs com la gravetat o la llum solar. La DST utilitza, doncs, el concepte d'herència per explicar l'estabilitat de la forma biològica d'una generació a una altra. L'herència genètica és el resultat de la unió de dos cèl·lules mare que en unir-se van crear un fenotip amb característiques similars de dos, però no obstant això és un organisme diferent ja que en unir-se es van crear noves cèl·lules modificades.